# 1679 Nevanlinna
1679 Nevanlinna (1941 FR) là một tiểu hành tinh vành đai chính được Liisi Oterma phát hiện ở Turku (Phần Lan) ngày 18 tháng 3 năm 1941.